# Larry Eyler
Larry Eyler (* 21. Dezember 1952 in Crawfordsville, Indiana; † 6. März 1994 in Pontiac, Illinois) war ein US-amerikanischer Serienmörder. Eyler ist auch bekannt als „The Interstate Killer“.

## Leben
Eyler war das jüngste von vier Kindern. Seine Eltern trennten sich, als er noch ein Baby war. Er brach die High School im letzten Jahr kurz vor dem Abschluss ab, lebte anschließend in Terre Haute und arbeitete in einem Alkoholgeschäft.
Im August 1978 nahm Eyler einen Tramper in Terre Haute auf. Als dieser auf Eylers sexuelle Annäherungen nicht einging, fuhr Eyler in eine Seitenstraße und zog ein Schlachtermesser hervor. Er fesselte sein Opfer und stach auf es ein. Der Tramper überlebte den Vorfall mit viel Glück, ließ jedoch seine Anklage gegen Eyler fallen.
1981 wurde Eyler verhaftet, weil er sich an einem 14-jährigen Jungen sexuell vergangen hatte. Auch diese Klage wurde fallen gelassen, als der Junge ohne körperliche Schäden das Krankenhaus verlassen konnte. 
1983 wurde Eyler verhaftet, nachdem einem seiner Opfer die Flucht gelungen war. Die Durchsuchung des Fahrzeuges von Eyler erbrachte Hinweise auf weitere Verbrechen. Allerdings hatten die Polizisten versäumt, sich einen Durchsuchungsbefehl zu besorgen, weswegen die Beweise vor Gericht nicht zugelassen wurden und Eyler wieder freikam.
Zurück in Freiheit ermordete Eyler 23 Männer in den Bundesstaaten Indiana und Illinois.
Nachdem man Eyler im August 1984 in Chicago verhaftet hatte, wurde er am 9. Juli 1986 zum Tode verurteilt. Er starb jedoch 1994 im Gefängnis an AIDS.